# سام غالواي
سام غالواي (بالإنجليزية: Sam Gallaway)‏ (16 مارس 1992 بكوفس هاربور في أستراليا - ) هو لاعب كرة قدم أسترالي في مركز الدفاع. شارك مع منتخب أستراليا تحت 17 سنة لكرة القدم. أما مع النوادي، فقد لعب مع Newcastle Jets FC Youth ‏ وFFA Centre of Excellence ‏ وBonnyrigg White Eagles FC ‏.

## وصلات خارجية
- سام غالواي على موقع قاعدة بيانات كرة القدم.إي يو (الإنجليزية)